# 清原達郎
清原 達郎（きよはら たつろう、1959年 - ）は、日本の投資家。

## 概要
島根県出身。島根県立松江南高等学校を経て東京大学教養学部卒業。スタンフォード大学経営大学院修了。
1981年の東京大学卒業後に野村證券に入社して海外投資顧問室に配属。1986年に野村證券ニューヨーク支店に配属。1992年にゴールドマン・サックスに転職。モルガン・スタンレー証券、スパークス・グループなどで勤務する。
野村證券で働いていたときには、営業マンは顧客にどれだけ損をさせてきたかを自慢するものであったが、このことに強烈な違和感を覚えていた。
リーマン・ショックの際には600億円の損失を出す。それから金がどんどん少なくなり、最後の預金で全財産の30億円をファンドに投入する。この時には必ずこの危機は乗り越えられるという勝算があった。突発性の不況は必ずV時回復をして、特に製造業は一時的には危機前を超える勢いになるため。ファンドが一息ついてからは底練り状態の株を買い集めて、その後には大きなリターンを得ることができた。
2020年3月のコロナ禍で株価が暴落した瞬間に力いっぱいメガバンクの株を買っていた。暴落した瞬間にこれは買いだと思った。そして次の瞬間にはある程度の理屈は考えていた。アイデアが出てくる最初の瞬間が直感に近い概念かもしれないため、直感とは経験値の積み重ねに他ならないとしている。
投資家として800億円を超える資産を築いた。2018年に癌の手術で声帯を失う。2023年に引退することを決意。最後に自身のノウハウを書籍にして残すことにした。
2024年3月に初の著書を出版する。本が売れ出してからはSNSで清原を騙る詐欺サイトが立ち上がり、その数は100以上にものぼる。清原本人はSNSをやっておらず、詐欺サイトで勧められている仮想通貨や未公開株を勧めることは無い。

## 著書
- 『わが投資術 市場は誰に微笑むか』 講談社 2024年3月  ISBN 978-4065350355